# Pirkənd (Ucar)
Pirkənd è un comune dell'Azerbaigian situato nel distretto di Ucar. Conta una popolazione di 993 abitanti.